# Parque Nacional de Hamra

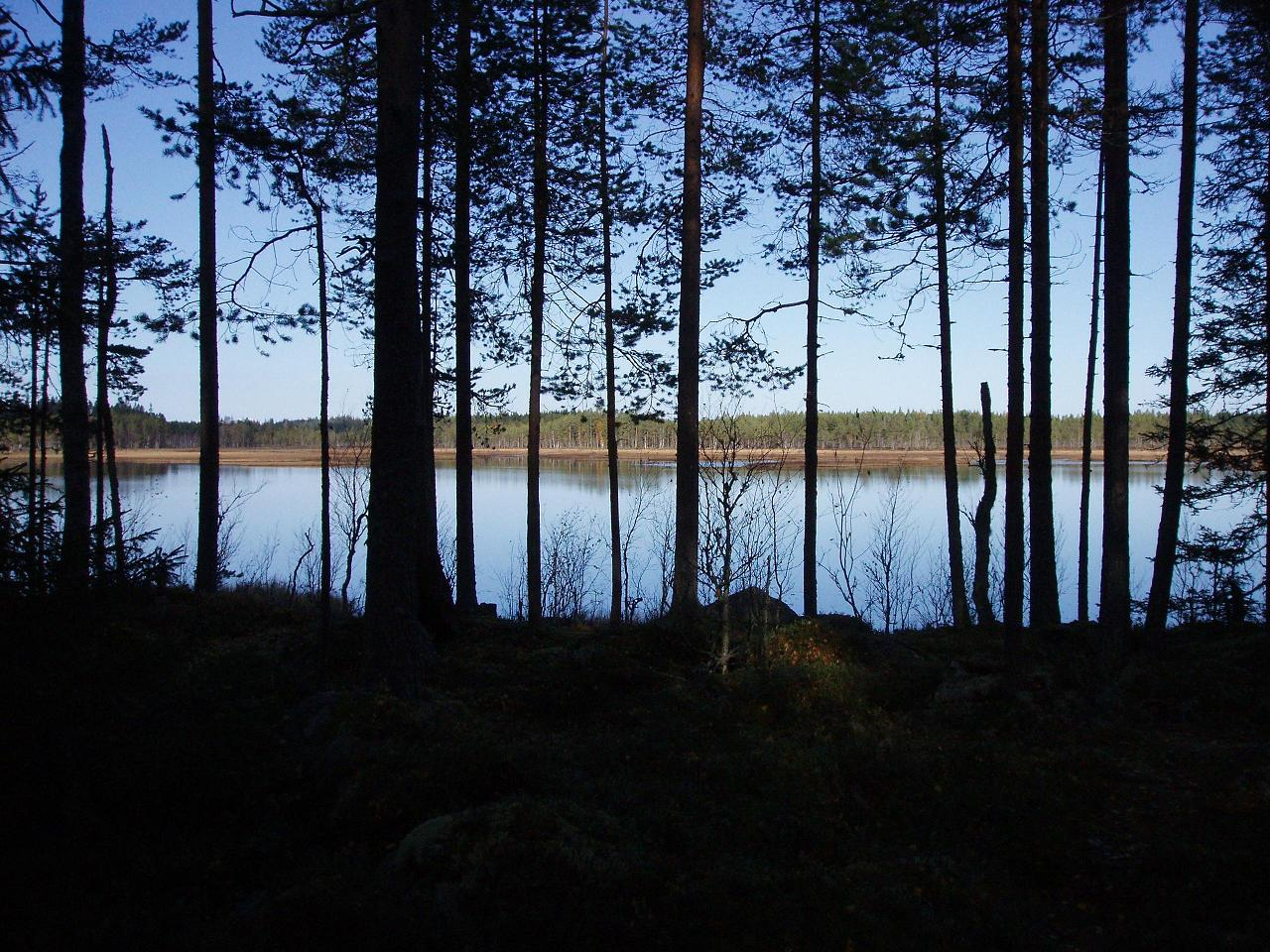
O lago Svansjön no parque nacional de Hamra.

O Parque Nacional de Hamra (em sueco:  Hamra nationalpark) é um parque nacional no município de Ljusdal, condado de Gävleborg, na Suécia. O parque, que faz parte de Orsa Finnmark (parte de Dalarna), foi fundado em 1909 e tinha então 28 ha (69 acres) de área, mas foi ampliado em 2011 para um total de 1,383 ha (3,420 acres).